# Roy Andersson (futebolista)
Roy Andersson (2 de agosto de 1949) é um ex-futebolista sueco que atuava como zagueiro.

## Carreira
Andersson competiu na Copa do Mundo FIFA de 1978, sediada na Argentina, na qual a seleção de seu país terminou na décima terceira colocação dentre os 16 participantes.